# Deep Near Infrared Survey of the Southern Sky
Die Deep Near Infrared Survey of the Southern Sky  (deutsch: Tiefe Nahinfrarot-Durchmusterung des Südhimmels) war eine von 1995 bis 2001 durchgeführte Durchmusterung des Südhimmels. Durch ein Teleskop der Europäischen Südsternwarte (ESO) wurde der Südhimmel optisch und in zwei Infrarot-Wellenlängen fotografiert und vermessen.

## Vorgeschichte
Die Initiative für DENIS kam von einer Gruppe europäischer Wissenschaftler, geführt von Nicolas Epchtein, einem französischen Astronomen von Observatoire de la Côte d'Azur, einem Netzwerk von Observatorien in Frankreich. Hauptverantwortlicher war Epchtein. Ziel war es, die Aufnahmen und Daten zu nutzen, um den Südhimmel zu kartografieren und die galaktische Extinktion darzustellen.

## Beteiligte
Es waren Wissenschaftler und Ingenieure aus sieben europäischen Staaten und aus Brasilien beteiligt, außerdem folgende Institute:
- Istituto di Astrofisica Spaziale (IASF), ein italienisches Institut für Astrophysik, Frascati
- Observatoire des sciences de l'Univers de Grenoble (OSUG), Saint-Martin-d'Hères
- Universität Innsbruck
- Observatoire de Lyon, Saint-Genis-Laval
- Instituto de Astrofísica de Canarias, Teneriffa/Garafía
- Centre de Données astronomiques de Strasbourg (CDS), Straßburg

## Durchführung
Die Durchmusterung erfolgte im La-Silla-Observatorium durch die Aufnahme des südlichen Himmels in Streifen, die 30° in Deklination und 12 Bogenminuten in Rektaszension maßen. Um sicherzustellen, dass keine Bereiche ausgelassen werden, wurde eine Überlappung von 2 Bogenminuten zwischen aufeinanderfolgenden Streifen eingestellt. Die Beobachtungen begannen Ende 1995 und wurden am 9. September 2001 abgeschlossen.

### Verwendete Instrumente
Es wurde ein photometrisches Teleskop der ESO mit einem Durchmesser von 1 m verwendet, das mit einem Einzelkanal-Photometer, einem InSb-Photometer und einem Bolometer arbeitet. An dieses Teleskop wurde eine Kamera mit drei Kanälen angeschlossen, die aus Detektorarrays besteht und vom Observatoire de Paris aufgebaut wurde. Die Kamera nahm den Südhimmel in drei verschiedenen Wellenlängen (eine optische, zwei infrarote) auf: Gunn-i (0,82 µm) J, (1,25 µm) und Ks (2,15 µm). Die Grenzhelligkeiten betrugen jeweils 18,5, 16,5 und 14,0 Magnituden.

### Datenverarbeitung
Die Daten wurden in zwei Schritten verarbeitet. Zuerst wurden die Aufnahmen der drei Wellenlängen kombiniert und bearbeitet, dann wurden die Punktquellen extrahiert. Hierbei wurden allen hellen Punkten ihre Position und ihre Entfernung zugewiesen. Dabei konnte bei der Position eine Genauigkeit von unter 1 Bogensekunde und bei der Entfernung eine Genauigkeit von unter 0,1 Magnituden erreicht werden.

## Ergebnisse
Zu den wichtigsten Ergebnissen des DENIS-Projekts zählen eine umfassende Katalogisierung der Himmelsobjekte am Südhimmel, eine Verbesserung der Unterscheidung von Sternen und Galaxien, die Entdeckung von 25 sehr kühlen roten Zwergen und 3 Braunen Zwerg-Kandidaten, Erstellung hochauflösender Extinktionskarten von Molekülwolken, Entdeckung von und Untersuchung der Röntgenstrahlung junger Sterne, Kartierung der Verteilung von Sternen im galaktischen Bulge, im galaktischen Balken und in den Spiralarmen, Erstellung eines Katalogs von Punktquellen in den Magellanschen Wolken, Identifikation von rund 36.000 Galaxien und Kartierung von Galaxien in der Zone of Avoidance.